# Guy Scott
Guy Lindsay Scott (sinh ngày 1 tháng 6 năm 1944) là một chính trị gia người Zambia , ông từng là quyền tổng thống Zambia từ tháng 10 năm 2014 đến tháng 1 năm 2015 và là phó tổng thống thứ 12 của Zambia từ năm 2011 đến năm 2014. Ông được bổ nhiệm làm Quyền Tổng thống sau cái chết của Michael Sata và nhậm chức vào ngày 28 tháng 10 năm 2014.  Ông là tổng thống da trắng đầu tiên của Zambia và là tổng thống da trắng đầu tiên ở châu Phi kể từ khi FW de Klerk (tổng thống phân biệt chủng tộc cuối cùng của Nam Phi rời nhiệm sở năm 1994).